# Бобб, Трайон
Трайон Дензил Бобб (англ. Trayon Denzil Bobb; 5 ноября 1993 года, Аутфлат) — футболист, полузащитник сборной Гайаны.

## Карьера
Карьера Бобба началась в клубах Тринидада и Тобаго. В 2013 году он переехал в Финляндию, где подписал контракт с клубом второго дивизиона «ТП-47». В этом же году игрок провёл 3 матча за «РоПС», находясь в аренде. В конце 2013 года Бобб перешёл на правах аренды в клуб литовской А Лиги «Круоя».
Некоторое время Трайон Бобб играл за молодёжную сборную Гайаны. В 2011 году он дебютировал за главную национальную команду страны. С тех пор полузащитник является одним из основных игроков сборной Гайаны.

## Достижения
«Каледония Эй-Ай-Эй»
- Победитель Клубного чемпионата КФС: 2012
- Обладатель Кубка Тринидада и Тобаго: 2011/12